# Javac
Javac is de compiler uit de Java Development Kit (JDK) van Oracle (vroeger Sun Microsystems). De compiler javac zet Java broncode om naar een classfile (.class). Een classfile wordt gebruikt door de Java Virtual Machine. 

## Gebruik
Compileren met javac is eenvoudig. Hieronder wordt een klasse Test gecompileerd:
```
$ javac Test.java
$
```

Fouten in de code programma kunnen tot op een bepaald niveau ook worden gedetecteerd door de compiler, en dit geeft een compilatiefout:
```
$ javac Test.java
Test.java:5: ';' expected
       }
       ^
1 error
$
```

Of een waarschuwing (met extra parameter):
```
$ javac -Xlint:unchecked Test.java
Test.java:20: warning: [unchecked] unchecked call to add(E) as a member of the raw type    java.util.ArrayList
                                       element.add( e );
                                                ^
1 warning
$
```

Als de compilatie succesvol is, geeft de compiler een lege regel terug, en zijn in de directory van de .java-broncodebestanden de gecompileerde .class-bestanden te vinden.

## Andere Java compilers
Er zijn andere Java compilers beschikbaar, waaronder:
- Jikes, een opensourcecompiler ontwikkeld door IBM en geschreven in C++. Jikes is beduidend sneller dan javac.
- GCJ, een compiler onderdeel van de Gnu Compiler Collection (GCC), die ook in staat is uitvoerbare bestanden in machine code te genereren, deze kunnen dan worden uitgevoerd zonder Java Virtual Machine.